# Thomas Dörflein
Thomas Dörflein (Berlim-Wedding, 13 de outubro de 1963 – Wilmersdorf, 22 de setembro de 2008) foi um zoólogo alemão do Jardim Zoológico de Berlim por 26 anos.

## História
Thomas ganhou fama internacional no ano de 2007, quando ele começou a criar o urso Knut. Depois que Knut foi abandonado por sua mãe pouco após o seu nascimento em 2006, Dörflein foi designado como zelador do filhote, cuidando ele em tempo integral. Seu zelo era tamanho que ele dormia em um colchão no chão, próximo a Knut. Em reconhecimento à sua dedicação, o Jardim Zoológico de Berlim criou o Prêmio Dörflein, que é concedido a zoólogos que se destacam.
Morreu em 22 de setembro de 2008, aos 44 anos, vítima de ataque cardíaco.